# Przyjedź mamo na przysięgę
Przyjedź mamo na przysięgę – piosenka zespołu Trubadurzy, wydana w 1968 roku.

## Opis
Utwór ten, który jest uznawany za jeden z największych przebojów zespołu Trubadurzy, został po raz pierwszy wykonany w 1968 roku na 6. Krajowym Festiwalu Piosenki Polskiej w Opolu podczas koncertu Przeboje Sezonu drugiego dnia oraz koncertu Mikrofon i Ekran podczas ostatniego dnia  opolskiego festiwalu, na którym otrzymał nagrodę Prezydium MRN w Opolu, a także na 2. Festiwali Piosenki Żołnierskiej w Kołobrzegu w tym samym roku.
Utwór ukazał się także na kasetach, pocztówkach dźwiękowych i płytach takich jak m.in.: Przyjedź mamo na przysięgę/Za horyzontem z Reną Rolską (1968), Mikrofon i ekran - FPP Opole '68 (1968), Piosenki festiwalowe - Opole '68 (1968), Przyjedź mamo na przysięgę (1968), Przyjedź mamo na przysięgę/Po ten kwiat czerwony z zespołem No To Co (1968), Przyjedź mamo na przysięgę/Niebieskooka z zespołem Czerwone Gitary (1969), Kołobrzeg 72 - Takiemu To Dobrze... Przeboje Festiwali Piosenki Żołnierskiej (1972), Najpiękniejsza jest moja Ojczyzna (1974), Laureaci festiwali kołobrzeskich, Popołudnie z młodością (1991), Znamy się tylko z widzenia (1994), Twoje niezapomniane przeboje Vol. 3 (1998), Złote przeboje Opola Cz. 2 (1998), Znamy się tylko z widzenia (1998), Klasyka polskiej piosenki Cz. 5 (1999), Złote przeboje (1999), Zakochali się Trubadurzy (2004), 45 RPM - Kolekcja singli i czwórek (2005), Od piosenki do piosenki (2005), Piosenki dla mamy (2005), The best: Cóż wiemy o miłości (2006), 40 tylko polskich piosenek (2009), Lata 60. - Największe przeboje - Malowana lala (2011), Wojsko śpiewa - Serce w plecaku (2011), Nasze dancingi i prywatki (2013).

## Nagrody
- 1968: Nagroda Prezydium MRN w Opolu na 6. Krajowym Festiwalu Polskiej Piosenki w Opolu

## Inne wykonania
- Chór CZA WP – podczas Festiwali Piosenki Żołnierskiej w Kołobrzegu w 1972 roku.
- Krzysztof Zaton – podczas 1. edycji programu Szansa na sukces w 1994 roku.